# دياني وارد
دياني وارد (بالإنجليزية: Diane Ward)‏ هي كاتِبة وشاعرة أمريكية، ولدت في 9 نوفمبر 1956.